# 五通站
五通站是贵广客运专线上的一座火车站，位于中华人民共和国广西壮族自治区桂林市临桂区五通镇，距离临桂市区35公里，2018年3月13日启用客运，2022年4月停运，由中国铁路南宁局集团管辖。
自2022年4月18日起，五通站因疫情暂停客运业务。原定4月27日恢复业务，但截止2023年依然未有恢复。

## 周边景区
- 桂林山水
- 龙脊梯田
- 程阳风雨桥